# Giro d'Italia de 1967
Giro d'Italia 1967 foi a quinquagésima  edição da prova ciclística Giro d'Italia (Corsa Rosa), realizada entre os dias 20 de maio e 11 de junho de 1967.
A competição foi realizada em 22 etapas com um total de 3.572 km.
O vencedor foi o ciclista italiano Felice Gimondi. Largaram 130 competidores, cruzaram a linha de chegada 70 corredores.